# Grevlunda
Grevlunda är en by på Österlen i Vitaby socken, Simrishamns kommun. Den ligger mellan Vitaby och Sankt Olof.